# فیزیک کارتونی
فیزیک کارتونی (انگلیسی: Cartoon physics) یا فیزیک پویانمایی (انگلیسی: Animation physics) اصطلاحاتی هستند برای سیستمی شوخی‌آمیز از قوانین فیزیک (و زیست‌شناسی) که در پویانمایی جایگزین قوانین عادی می‌شود تا خنده‌دار باشد.
بسیاری از مشهورترین انیمشین‌های آمریکایی، به‌ویژه آن‌هایی که متعلق به استودیوهای برادران وارنر و مترو گلدوین میر هستند، به‌طور غیرمستقیم مجموعه‌ای نسبتاً باثبات از اینگونه «قوانین» ایجاد کردند که روالی پذیرفته در کمیک انیمیشن‌ها شده‌اند. یک مثال متداول وقتی‌ست که شخصیتی کارتونی هنگام دویدن از لبه صخره‌ای رد می‌شود ولی گرانش تا زمانی که شخصیت متوجه نشده، اثر نمی‌کند.
به قولی منسوب به آرت ببیت، انیماتوری که با شرکت والت دیزنی کار می‌کرد: «پویانمایی از قوانین فیزیک پیروی می‌کند؛ مگر اینکه خلاف آن‌ها بامزه‌تر باشد.»
در سال ۱۹۹۳، استیون آر. گولد در نیو ساینتیست نوشت: «... این پدیده‌های به‌ظاهر بی‌معنی می‌توانند با قوانین منطقی مانند آن‌هایی که در دنیای ما وجود دارند، توصیف شوند. اتفاقات بی‌معنی به هیچ وجه محدود به لونیورس نیستند. قوانین حاکم بر جهان هستی خودمان اغلب متضاد با عقل سلیم به‌نظر می‌آیند.»

## قوانین حرکت کارتونی اودانل
اشاره مستقیم به فیزیک کارتونی حداقل به ژوئن ۱۹۸۰ بازمی‌گردد، زمانی که مقاله‌ای با عنوان «قوانین حرکت کارتونی اودانل» در اسکوایر چاپ شد. نسخه چاپ شده در مجله مؤسسه مهندسان برق و الکترونیک به گسترش و اصلاح این مطلب در میان متخصصین و اهل بخیه کمک کرده است.

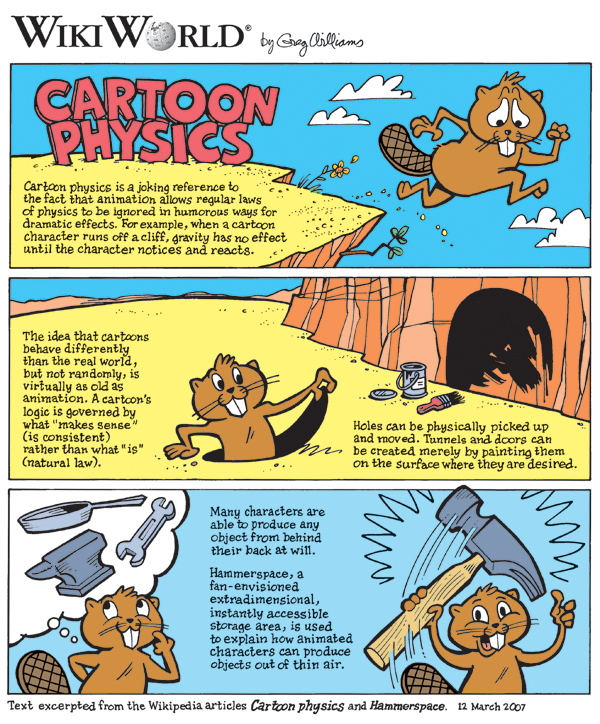
پوستر اینفوگرافی دربارهٔ فیزیک کارتونی

نمونه‌هایی از قوانین حرکت کارتونی اودانل:
- هر کسی که در هوا معلق می‌شود تا زمانی که از وضعیت خود آگاه نشود در فضا معلق خواهد ماند. کاراکتری که از نوک صخره‌ای قدم به دره می‌گذارد تا زمانی که به پایین نگاه نکند در هوا باقی می‌ماند؛ در این زمان اصل آشنای متر بر مجذور ثانیه حاکم می‌شود.
- هر کسی که در حال حرکت باشد تمایل دارد در حرکت باقی بماند، تا زمانی که جسم سختی به‌طور ناگهانی مداخله کند.
- کسی که از ماده‌ای جامد (یا شُل و ول‌تر از جامد) عبور می‌کند، سوراخی منطبق با محیط خود به نام شبح عبور از خود به جای می‌گذارد. تهدید یک راسوی بدبو یا ازدواج، اغلب این واکنش را تسریع می‌کند. اگرچه افتادن از ارتفاعات شدید نیز مؤثر است.
- زمان لازم برای سقوط یک شی از طبقهٔ بیستم، برابر یا بیشتر از زمانی است که: هر کسی که آن را از روی لبهٔ بام پرت کرده است تمام پله‌های بیست طبقه را مارپیچی پایین بیاید و سعی کند آن را بدون شکستن در هوا بقاپد.
- تمام اصول گرانش در اثر ترسیدن منتفی می‌شود.
- هراس وارد شده از طرف نیروهای ماورایی به اکثر افراد، می‌تواند آنها را از سطح زمین دور کند. یک صدای شبح‌وار یا اثری از دشمن، نتیجه‌اش حرکتی رو به بالا؛ معمولاً به قاب یک لوستر، بالای درخت یا نوک میله پرچم، را در پی دارد.
- پاهای یک شخصیت در حال دویدن یا چرخ‌های یک خودروی پرسرعت هرگز نیازی به لمس زمین ندارند، بنابراین فرار به پرواز تبدیل می‌شود.
- با افزایش سرعت، اجسام می‌توانند همزمان در چندین مکان باشند.
- افراد خاصی می‌توانند از یک دیوار جامد (که شبیه ورودی تونل است) عبور کنند اما دیگران نمی‌توانند؛ مخصوصاً زمانی که شخصی (فرض کنید کایوتی) که برای فریب حریف خود (تصور کنید رودرانر) سوراخی را روی سطح دیوار نقاشی بکند و بعد از اینکه رقیبش بی مقدمه وارد حفره فرضی شد، نقاش سعی می‌کند بدنبالش برود که پخش دیوار می‌شود. در واقع این مربوط به مقوله هنر است، نه قلمرو علم.
- هر گونه تمهیدات خشونت‌آمیز بر روی گربه‌جات ناپایدار است. گربه‌های کارتونی را می‌توان لَت و پار کرد، گِره زد، از هم گُسَساند، آکاردئونی تاکرد، به هم چِلاند یا اوراق کرد، اما نمی‌توان آنها را از بین برد، هرگز! پس از جلب ترحم بیننده در چشم برهم زدنی دوباره باد می‌شوند، کش و قوس برمی‌دارند، سریعاً بهبود می‌یابند و سفت و یکپارچه می‌شوند.
- همهٔ اجسام سریعتر از سِندان آهنگری سقوط می‌کنند.
- در مقابل هر انتقامی یک انتقام مساوی و متقابل وجود دارد.